# Jiang Haiqi
Jiang Haiqi (17 de janeiro de 1992) é um nadador chinês. Ele conquistou uma medalha de bronze nos Jogos Olímpicos de Londres de 2012, na prova do revezamento 4x200 metros livres, junto com seus compatriotas Hao Yun, Li Yunqi e Sun Yang.